# Vadim Aleksejev
Vadim Aleksejev (ryska: Вадим Алексеев) född 21 april 1970 i Alma-Ata, Kazakstan, är en sovjetisk-israelisk före detta simmare. Han simmade främst bröstsim.